# Zahvalni dan
Zahvalni dan (angleško Thanksgiving) je državni praznik, ki ga na različne datume praznujejo v Združenih državah Amerike, Kanadi, Grenadi, Sveti Luciji in Liberiji. Začel se je kot dan zahvale za blagoslove letine in preteklega leta (podobno poimenovani prazniki žetve se v jesenskem času pojavljajo po vsem svetu, tudi v Nemčiji in na Japonskem). Zahvalni dan se v Kanadi praznuje drugi ponedeljek v oktobru, v Združenih državah Amerike pa na četrti četrtek v novembru in približno v istem delu leta tudi drugod. Čeprav ima zahvalni dan zgodovinske korenine v verskih in kulturnih tradicijah, se že dolgo praznuje tudi kot posvetni praznik.